# Gudstjänst
För andra betydelser, se Gudstjänst (olika betydelser).

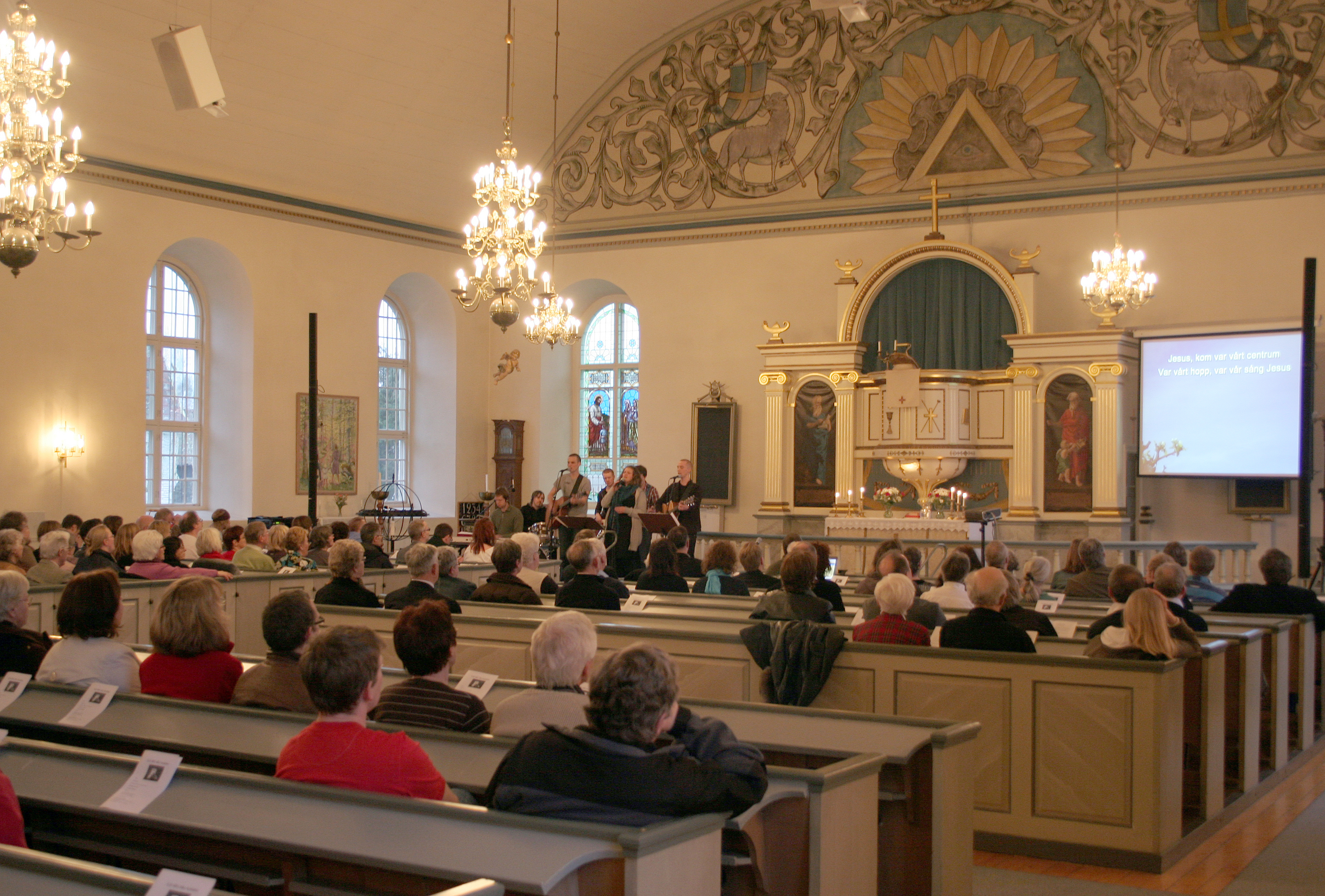
Gudstjänst i Glimåkra kyrka i Skåne.

En gudstjänst (latin: ministerium) är en sammankomst för gemensam andakt under fastlagda former för att tillsammans tillbe och lovsjunga Gud. Oftast samlas man till gudstjänst i någon form av gudshus. I lagen om trossamfunds mening skall termen "gudstjänst" tolkas så att exempelvis sammankomster för gemensam bön och meditation normalt innefattas. Något personligt gudsbegrepp förutsätts inte.

## Kristendom

### Huvudgudstjänsten
Gudstjänsten har stark ställning inom kristendomen och är delvis en fortsättning av den judiska synagogsgudstjänsten med inslag från den judiska tempelkulten. I de flesta trossamfund leds gudstjänsten av en präst eller pastor. Beroende på trossamfund understryks i gudstjänsten antingen läsningarna ur skriften och undervisningen av församlingen eller gudstjänstens karaktär av tillbedjan av Gud.
Viktigast av gudstjänsterna är söndagens huvudgudstjänst (vanligen på förmiddagen). I ortodoxa kyrkan och romersk-katolska kyrkan firas då alltid mässa, varunder man i de protestantiska samfunden antingen firar nattvard eller predikogudstjänst (i Svenska kyrkan kallad högmässogudstjänst). Viktiga moment i gudstjänsten är bön, lovsång, bibelläsning, predikan och nattvardsfirande. I romersk-katolska kyrkan och de ortodoxa kyrkorna utgörs höjdpunkten av offret eller mässoffret och kommunionen.

#### Svenska kyrkan
I Svenska kyrkan börjar nattvardsgudstjänster med syndabekännelse och förlåtelse (så kallat infogat skriftermål). Nästa huvudmoment är bibelläsning, ofta en text från Gamla testamentet, en från brevlitteraturen (episteltext) och en från evangelierna (evangelietext) och därefter en predikan. Därefter kan trosbekännelsen – credo – läsas, antingen den apostoliska eller den nicenska och följs ofta av kyrkans förbön och därefter av själva nattvardsgudstjänsten som inleds med en nattvardsbön, där bland annat instiftelseorden och Fader vår ingår. Traditionellt samlas man sedan i koret för att ta emot nattvarden, det förekommer också att prästen går ner till församlingen med nattvardsgåvorna. Gudstjänsten avslutas med tackbön och välsignelsen.
Under gudstjänsten kan det förekomma flera sjungna moment: Introitus, Kyrie, Gloria, Laudamus, Credo, Sanctus, Agnus Dei och Benedicamus Domino; dessa är de klassiska satserna i de stora musikaliska mässorna. I Svenska kyrkan sjungs dessutom psalmer ur den svenska psalmboken.
För en utförligare behandling av den västkyrkliga mässan och protestantiska nattvarden: se mässa.

#### Frikyrkorna
Flera frikyrkor har en enklare gudstjänstordning som i huvudsak består av ett inledningsanförande och välkomnande av dagens predikant, bibelläsning, predikan, frivillig insamling till församlingens verksamhet, samt förbön. Under gudstjänsten sjunger man lovsånger och/eller sånger ur samfundets sångbok. Kyrkkaffe efter söndagens gudstjänst är vanligt.

#### Romersk-katolska kyrkan
I den romersk-katolska mässan sjunges psalmer ofta på ett sätt som liknar Svenska kyrkans, med orgel. Man knäfaller ofta. Man använder ojäst bröd (oblater) och folket tar inte alltid emot vinet, Kristi blod; den invigda oblaten ger ändå Kristus i sin fullhet till kommunikanten. Predikan är vanligt vid mässan. I den så kallade tridentinska liturgin förekommer inte psalmsång så ofta, förutom ibland vid in- och utgångsprocession, utan liturgin ledsagas av gregoriansk eller flerstämmig kyrkosång.
Gudstjänstens grundstruktur är i stora stycken densamma i ortodoxa kyrkan, men kan vara svår att känna igen då musik och de enskilda momenten utformats på annat vis. Predikan förekommer inte alltid i ortodoxa gudstjänster (vanligast vid slutet); sången är bönerop ("Herre förbarma dig!"), hymner (ofta från fornkyrkan), och psaltarpsalmer, och sjungs oftast av försångare (grekiska: "psaltis") eller kör: folket kan på sina håll sjunga med. Psalmbokspsalmer används inte. Koret, som kallas "altaret", befinner sig ofta bakom en skärmvägg med heliga bilder (ikoner), med tre dörrar: ikonostásen.

#### Ortodoxa kyrkorna
I de ortodoxa kyrkorna är nattvardsfirandet, "den Gudomliga Liturgin", den viktigaste gudstjänsten, och firas om möjligt minst varje söndag. Barnen, som enligt ortodox tradition är döpta och smorda med myron-olja tar oftast emot det invigda brödet och vinet, Kristi heliga Kropp och Blod, som oftast delas ut till folket med sked. Jäst bröd används, utom hos armenierna. Efter Liturgin delas ofta välsignat (men inte invigt) bröd ut till gudstjänstdeltagarna som ett tecken på kärlek och gemenskap. I de orientaliska ortodoxa kyrkorna (syrianska, koptiska, etiopiska, eritreanska ortodoxa och armeniska) varierar gudstjänstsederna något. Alla vuxna som vill ta emot Kristi Kropp och Blod ska förbereda sig med förberedande böner och fasta, åtminstone från kvällen innan och förväntas bikta sig innan. Att Liturgin firas olika ofta, ibland inte mer än en gång per år på vissa platser, beror på att det ännu finns så få ortodoxa präster här.

### Tidegärd
Böneform baserad på läsningar ur Bibeln, främst Psaltaren. Bes mest i kloster, men förekommer även i församlingar och privat. Se vidare tidegärd.

### Andra gudstjänster
Förutom huvudgudstjänsten finns ett flertal olika gudstjänster som till exempel veckomässa, musikgudstjänst, temagudstjänst, dopgudstjänst, rosenkransen med mera.

### Möten
Inom delar av väckelserörelsen/frikyrkan använde man tidigare inte uttrycket Gudstjänst, utan man hade ett möte. Dessa möten kunde kallas barnmöte (eller barnsamling), finalmöte, kvällsmöte, mötesserie, tältmöte, ungdomsmöte (eller ungdomskampanj). Andra begrepp som förekommit är dagledigsamling, konferens (exempelvis uppbyggelsekonferens) och seminarium.

## Judendom
Tempelgudstjänsten
Enligt Gamla testamentet byggde kung Salomo ett stort tempel där judarna offrade sina offer till Gud. Templet förstördes vid Jerusalems fall år 587 f.Kr. Judarna kunde dock återvända till sitt land efter att perserna besegrat babylonierna och år 515 hade man återuppbyggt sitt tempel. Det var dock mycket mindre än det ursprungliga. Först under Herodes den store kunde ett nytt stort tempel byggas. Dock förstördes det vid Jerusalems fall år 70 e.Kr. Därmed var också den judiska tempelkulten död.
Synagogsgudstjänsten
Under babyloniska fångenskapen (500-talet f.Kr.) kunde judarna inte längre offra i templet. Under denna tid utvecklades synagogsgudstjänsten som efter Jerusalems förstörelse blev den dominerande formen av gudstjänst. Gudstjänsten karakteriseras av läsning ur Lagen och Profeterna med översättning till folkspråket och utläggning tillsammans med böner och lovsägelser. Central i gudstjänsten är trosbekännelsen (Shema).

## Islam
En muslimsk gudstjänst består i huvudsak av att man ber tillsammans. Moskén är en plats för gudstjänst och bönen leds av en imam som är en koranlärd man. Han läser ur Koranen och håller en kort predikan från en talarstol där han bland annat uppmanar folk att leva enligt Koranen. Kvinnorna sitter i en avskiljd del av moskén. Fredagens middagsbön är veckans viktigaste gudstjänst.

## Bahá'í
19-Dagsfesten
Varje nittonde dag, den första dagen i månaden (se kalendern) träffas bah'íerna till nittondedagsfest. Festen infördes av Báb på 1840-talet. Vid dessa gudstjänster läses böner och skrifter från bahá'í-religionen och även andra religioners heliga texter. Över hela världen följs samma program: den förste delen är ägnad åt läsning ur de heliga skrifterna, den andra består av rådplägning av intresse och den tredje delen är sällskaplig samvaro mellan de troende.